# 斯坦·法尔克斯
斯坦·法尔克斯（Stan Valckx，1963年10月20日—），是已退役的荷兰足球运动员，曾经征战1994年美国世界杯。退役后，他曾长期在PSV埃因霍温担任技术总监。
2008年底，据报道法尔克斯将到中国出任上海申花的技术总监，2009年1月2日俱乐部正式宣布他上任。